# بزرگترین عاشق جهان
بزرگ‌ترین عاشق جهان (به انگلیسی: The World's Greatest Lover) فیلمی محصول سال ۱۹۷۷ و به کارگردانی جین وایلدر است. در این فیلم بازیگرانی همچون جین وایلدر، کارول کین، دام دی‌لوئیس، فریتس فلد، دنی دویتو و رالف سدان ایفای نقش کرده‌اند.